# Питцам (Увинський район)
Питца́м (рос. Пытцам) — присілок у складі Увинського району Удмуртії, Росія.

## Населення
Населення — 42 особи (2010; 58 в 2002).
Національний склад станом на 2002 рік:
- удмурти — 76 %

## Урбаноніми[3]
- вулиці — Ключева, Центральна